# Murder in the Alps
Murder in the Alps (с англ. — «Убийство в Альпах») — мобильная игра в жанре поиск предметов и детектив, разработанная и изданная литовской компанией Nordcurrent. Игра была изначально выпущена в сентябре 2016 года для мобильных устройств IOS и Android, а позже затем для Windows.

## Сюжет
Действие оригинальной истории происходит в отеле, расположенном в одном из самых красивых мест в Альпах. Но вскоре всё идёт весьма плохо. История начинается с того, что один из гостей пропадает без вести, и вскоре начинают происходить другие странные события. Анна Майерс, журналистка из Цюриха, отдыхающая в отеле, берётся за расследование этого дела. С каждым новым днём сюжет становится всё запутаннее, и Анна должна решить, кто из десяти загадочных посетителей может быть убийцей.
По мере прохождения игры игрок бывает во многих уникальных локациях, от Альп до Италии, с целью раскрытия различных преступных замыслов.

## Геймплей
Игра ведётся от лица Анны Майерс. В игре есть множество различных типов заданий.
На протяжении всей игры игроку нужно исследовать различные сцены, отыскивая в них предметы. В каждой исследуемой сцене есть предмет, который продвигает сюжет. В отличие от других игр с поиском предметов, здесь может быть несколько предметов одного типа (например, колец), и, возможно, перед поиском предмета потребуется выполнить другое действие (например, открыть шкаф или собрать другой предмет). Эти предметы отмечены красным. При повторном поиске объектов в той же сцене объекты, которые были собраны ранее, удаляются.
Когда происходят более масштабные диалоги, они представлены в виде комиксов. Они заканчиваются, когда заканчивается диалог или когда во время диалога нужно выполнить какое-то другое задание (например, отдать какой-то предмет персонажу). Как и остальная часть игры, комиксы доступны на нескольких языках, но озвучка доступна только на английском.
Всякий раз, когда нужно выполнить какое-то более сложное действие, оно представлено в виде мини-игры. Мини-игры могут варьироваться от починки проводки до выхода из лабиринта и раскладывания пасьянса. Они не являются обязательными, их можно пропустить, но это отнимает энергию.

## Список глав

### Часть 1
| № главы | Название            | Описание главы | Дата выхода     |
| ------- | ------------------- | --- | --------------- |
| 1       | Смертельная буря    | Журналистка Анна Майерс пытается раскрыть череду странных событий и убийств в, казалось бы, живописном отеле «Регер». В этой главе представлен типичный для детективов набор подозреваемых, у каждого из которых есть свои секреты и связи, которые они пытаются скрыть.        | 2 октября 2018  |
| 2       | Фантом              | Анна прибывает в город Чима-ди-Врен, расположенный недалеко от отеля «Регер», где она узнаёт, что убийца из отеля стал жертвой нового убийства вместе со своим сообщником. Анна и полицейский пытаются выяснить, что произошло, и обнаруживают связь с нацистами.               | 2 октября 2018  |
| 3       | Атлантическая связь | Операция по контрабанде, обнаруженная в конце главы 1, снова становится актуальной, и Анна возвращается в отель Регер для расследования. Далее следует дело об убийстве с участием нового подозреваемого. В главе затрагивается растущая нацистская угроза начала 1930-х годов. | 2 октября 2018  |
| 4       | Танец зверей        | Анна получает загадочный звонок с просьбой о помощи от Отто Регера, и она снова возвращается в отель. Теперь она должна защитить профессора Чарльза Кларка от нацистских убийц, которые хотят его убить за исследования и отказ сотрудничать с партией.                         | 15 декабря 2020 |

### Часть 2
| № главы | Название                | Описание главы | Дата выхода     |
| ------- | ----------------------- | --- | --------------- |
| 1       | Наследник               | Анна Майерс была приглашена на пресс-конференцию Молинелли Индастрис в Милане, но когда поезд остановился в Порто-Чезо, произошло убийство.                                                                                                | 2 октября 2018  |
| 2       | Изгнанные мертвецы      | Анна застряла в Порто-Чезо после того, как опоздала на обратный поезд в Цюрих. Находясь там, она узнаёт о Ночи мертвецов, когда мёртвые, якобы, восстают из своих могил. Анна начинает расследование, чтобы узнать правду об этом событии. | 29 апреля 2019  |
| 3       | Непрощённый             | Анна пытается провести недельный отпуск в Порто-Чезо, прежде чем давать показания против убийцы в суде. К сожалению, Анна обнаруживает ещё одно убийство, на этот раз связанное со смертью, произошедшей десять лет назад.                 | 14 октября 2019 |
| 4       | Единственное искупление | Анна приглашена офицером Коцци в Порто-Чезо, чтобы отпраздновать День святой Марии. Однако она обнаруживает, что город не такой спокойный, как она думала, особенно когда натыкается на очередное убийство...                              | 26 мая 2020     |

### Часть 3
| № главы | Название              | Описание главы | Дата выхода     |
| ------- | --------------------- | --- | --------------- |
| 1       | Убийство в стиле Дада | Анна Майерс начинает расследование дела серийного убийцы, известного как «Убийца-Дада», который одержим идеей сделать каждое убийство частью своего дадаистского шедевра.                | 17 декабря 2021 |
| 2       | Ночные бабочки        | Анна пытается написать статью о проституции, но натыкается на очередное убийство, а также разбирается с последствиями убийств Убийцы-Дада.                                               | 6 июня 2022     |
| 3       | Человеческая суть     | Анна начинает расследование подозрительной смерти врача, который работал над вакциной от полиомиелита, несмотря на то, что полиция Цюриха квалифицировала это как несчастный случай.     | 22 декабря 2022 |
| 4       | Забытые воспоминания  | Анна находится в камере, не помня, как она туда попала. Анна постепенно вспоминает свои последние дни расследования ряда преступлений в Цюрихе и, в конечном счете, то, как ее похитили. | 1 июля 2023     |
| 5       | Без пощады            | Анна расследует необычное убийство, в ходе которого части тела жертвы и его деньги были разбросаны по Цюриху, что вынуждает её действовать быстро, пока общественность не нашла улики.   | 5 апреля 2024   |
| 6       | Устранение следов     | В разработке | Не объявлена    |

## Награды и номинации
- 2018 — победа в «Лучшие казуальные игры 2018 года».
- 2018 — победа в LT Game Awards 2018 в категориях «Игра года», «Лучшая мобильная игра» и «Лучшее аудио» от Литовской ассоциации разработчиков игр.[1]
- 2018 — номинация на 15-ю международную премию IMGA в области мобильных игр.
- 2019 — номинация на премию Central & Eastern European Game Awards в категориях «Лучшая мобильная игра» и «Повествование».[2]
- 2022 — номинация на премию PocketGamer в категории «Лучшее обновление/обновленная игра года».[3]